# Калвене
Ка́лвене (латыш. Kalvene) — населённый пункт в Южно-Курземском крае Латвии. Административный центр Калвенской волости. Находится у перекрёстка региональной автодороги P115 (Айзпуте — Калвене) и главной автодороги A9 (Рига — Скулте — Лиепая). Расстояние до города Лиепая составляет около 53 км.
По данным на 2017 год, в населённом пункте проживало 275 человек. Есть волостная администрация, начальная школа (в усадебном дворце), врач, дом культуры, библиотека. В 2 км к северо-западу от села находится железнодорожная станция Калвене на линии Елгава — Лиепая.

## История
Ранее село являлось центром Ташу-Падурского поместья. В этом поместье родился немецкий писатель и драматург Эдуард фон Кайзерлинг.
В советское время населённый пункт был центром Калвенского сельсовета Лиепайского района. В селе располагалась центральная усадьба колхоза «Курземе».